# Ауэрбах, Николай Константинович
Никола́й Константи́нович Ауэрба́х (14 марта 1892 — 11 ноября 1930) — советский учёный-археолог, краевед, общественный деятель, выходец из одного из старейших и известных родов России.

## Биография
Закончил Красноярскую мужскую гимназию (1911). В 1914 году он окончил Московский университет по специальности «юриспруденция» и Археологический институт с дипломом 1 степени и защитил диссертацию по теме: «Наконечники каменных стрел урочища Бор близ Красноярска», получив звание ученого археолога.
С 1918 по 1920 годы Н. К. Ауэрбах — сотрудник музея Приенисейского края, член Красноярского подотдела Русского географического общества.
С 1923 по 1927 годы Н. К. Ауэрбах преподает в Красноярском педтехникуме, сельскохозяйственном политехникуме и во 2-й школе. На общественных началах является заведующим отделом Доисторической археологии Краеведческого музея.
С 1920 по 1923 годы он участвует в экспедиции Н. Н. Урванцева в Норильский район, работает в гидрографическом отряде в устье Енисея. Участвовал в археологических исследованиях каменного периода долины Енисея, вел археологические раскопки на Афонтовой горе в Красноярске, где открыл стоянку древнего человека.
На общественных началах является заведующим отделом Доисторической археологии Краеведческого музея.
Помимо выполнения своих официальных обязанностей, он выполняет следующие работы:
- зимовье Малое в устье Промысловой (отчет о раскопках);
- материалы по колонизации низовьев Енисея;
- материалы по картографии низовьев Енисея;
- опыт анализа географических названий низовьев Енисея;
- Троицкий Туруханский монастырь (краткий исторический очерк);
- материалы по истории «Великой Северной экспедиции».

Последние коллекции, привезенные Н. К. Ауэрбахом, были найдены и разобраны в 1986—1987 годах археологом музея, Н. П. Макаровым. Имеющие исключительное значение раскопки большими площадями стоянок человека каменного века на Афонтовой горе были произведены в 1923—1925 годах Н. К. Ауэрбахом, В. И. Громовым и Г. П. Сосновским без выделения казенных средств. При школе № 2 был создан археологический кружок имени И. Т. Савенкова и раскопки выполнялись силами школьников.
В 1926—1927 годах Н. К. Ауэрбахом и В. И. Громовым были проведены раскопки Бирюсинского поселения, произведены разведки по Енисею от устья р. Тубы до Красноярска. В ходе этих разведок открыты кокоревская и новоселовская группы палеолитических поселений. Все аналитические работы Н. К. Ауэрбаха были сделаны между 1923 и 1927 годами, при этом следует учитывать, что работал он только урывками.
В 1927 году Н. К. Ауэрбах переезжает в Новониколаевск, где становится секретарем Общества изучения Сибири и её производительных сил (ОИС). Целью работы Общества было всестороннее изучение Сибири в связи с возможностью использования её природных богатств и перспективами освоения. Свои задачи члены Общества связывали с хозяйственным развитием Сибири. Н. К. Ауэрбаха назначили руководить всеми вопросами научного характера. Дополнительно он исполнял обязанности секретаря бюро краеведения, заместителя председателя секции «Человек», был и организатором деятельности палеоэтнологической подсекции. Главной целью её работы было объединение археологических исследований Сибири. Н. К. Ауэрбах вел постоянную переписку с археологами, этнологами и краеведами Сибири и Дальнего Востока. Главным направлением деятельности подсекции были археологические обследования и раскопки.
Через ОИС шло финансирование раскопок. Средства давались тем музеям, где работали квалифицированные археологи. Н. К. Ауэрбах в своих письмах краеведам неоднократно обращался с просьбой не проводить самовольные раскопки, а вести систематическое обследование своего района на предмет археологических памятников с тщательной фиксацией случайных находок, мест расположения памятников и их описанием. Эта работа проводилась с целью составления археологической карты Сибири.
Деятельность Н. К. Ауэрбаха в ОИС была направлена на охрану памятников истории, организацию археологических заповедников в районах, имеющих большое количество курганов, могильников, петроглифов. Но средств и сил было недостаточно. Н. К. Ауэрбах в своих исследованиях активно привлекал учащихся школ.
Информативным органом ОИС стал журнал «Сибиреведение». Большое значение в обобщении всех известных знаний о Сибири имело издание Сибирской советской энциклопедии. Н. К. Ауэрбах активно участвовал в подготовке статей для этих и других сибирских изданий.
Концентрация краеведческих знаний в ОИС способствовали росту краеведческого движения. Центральные власти не проявили интереса к деятельности общества. Сведения, присылаемые с мест, не укладывались в рамки намеченного пути развития советского народа и поэтому были не нужны.
В начале июня 1930 года Н. К. Ауэрбах приезжает в Красноярск продолжать раскопки на Афонтовой горе и обращается к учащейся молодежи в знакомых ему семьях с предположением принять участие в работе на время каникул. Определился состав археологического коллектива: Н. К. Ауэрбах, руководитель работ; Костя Власов — старший; рабочие — Миша Заблоцкий, Галя Белянина, Вера Смирнова и Рая Еникеева. Для жилья были получены 2 комнаты в бывшей даче инженера Е. К. Кнорре, руководившего строительством 1-го ж.-д. моста через Енисей. Остальное помещение занято детским домом.
Преподаватели ближних школ приводили на экскурсии ребят. Атмосфера во время работы и в краткие часы отдыха была легкой, без напряжения. Чувствовалась дружба, взаимное уважение. Работа сопровождалась шутками, умным юмором. Николай Константинович был прекрасным руководителем молодежи, все его уважали и любили. Для него этот рабочий сезон был последним.
Скончался Н. К. Ауэрбах скоропостижно 11 ноября 1930 года по дороге из Новосибирска в Красноярск возле станции «Тайга». В вагоне потянулся за чемоданом на верхней полке и упал. Похоронен Николай Константинович Ауэрбах в Красноярске на Троицком кладбище.
Всего через восемь лет после газетных некрологов, в которых говорилось о большой утрате, понесенной советской наукой со смертью Н. К. Ауэрбаха в 1938 году на Покровском кладбище были снесены памятники и оградки на могилах Николая Константиновича, его отца и деда. Из оградки были сделаны решетки на окнах горсовета. Супруге Николая Константиновича Зое Петровне, попробовавшей остановить беспредел, было сказано: «Ты ещё жалуешься, „дворняжка“? Погоди, и до тебя доберемся». В том же году медсестра санитарного поезда, через заботливые руки которой по 1918 год прошло немало раненых, учительница Зоя Петровна Ауэрбах была арестована.
Дети Н. К. Ауэрбаха сумели сохранить два сундука с архивом семьи, которые были вывезены из города и спрятаны крестьянами, друзьями покойного Николая Константиновича, супругами Иваном Петровичем и Анной Максимовной Грицковыми из деревни Бугач.
Только после смерти Сталина в 1954 году выросший сын Н. К. Ауэрбаха Константин рискнул откопать их. Часть архива, связанная с жизнью Николая Константиновича, была передана музеям и научным организациям, часть осталась в семье.
Памятник на могиле Н. К. Ауэрбаха был установлен вновь в 1992 году. Детям Н. К. Ауэрбаха было запрещено высшее образование, но их путь подтверждает законы рода — сын и дочь вопреки всем трудностям стали геологами и с честью прошли свой жизненный путь. Внуки по традиции стали врачами.